# Манфред фон Браухич
Манфред фон Браухич (на немски: Manfred von Brauchitsch) е германски автомобилен състезател, спортен деятел на ГДР и писател на произведения в жанра документалистика. Племенник на фелдмаршал Валтер фон Браухич.

## Биография и творчество
Манфред Георг Рудолф фон Браухич е роден на 15 август 1905 г. в Хамбург, Германия, в семейството на пруския офицер Виктор фон Браухич и Олга Бомсдорф. През 1923 г. завършва гимназия в Берлин и в периода 1924-1928 г. служи в Райхсвера. Мотоциклетна катастрофа и счупен череп го правят негоден за последваща военна служба.
След посещение на военното училище в Дрезден става състезател и от 1933 г. работи като автомобилен състезател на „Мерцедес-Бенц“. Там получава прякора „нещастната птица“, защото като бърз състезател винаги е застигнат от нещастни обстоятелства, загуби или наранявания, но винаги е имал късмет. Първото му състезание е с частната спортна кола на братовчед си Ханс фон Цимерман. Постига победи в 45 състезания, включително някои големи победи като Гран при на Монако през 1937 г. и Голямата награда на Франция през 1938 г.
Втората световна война прекъсва състезателната му кариера и в париода 1940-1943 г. е личен секретар на шефа на „Юнкерс“ Хайнрих Копенпенберг и има ръководна позиция в Националсоциалистическия моторен корпус. От 1944 до 1945 г. е говорител в Министерството на въоръженията и войната в Райха под ръководството на Алберт Шпеер. През 1945 г. се премества до езерото Штарнбергер Зее. От 1949 г. до 1950 г. живее в Аржентина, през март 1950 г. се завръща в Германия.
След завръщането си се среща с Валтер Улбрихт, генерален секретар на ГЕСП, и през март 1951 г. е избран за председател на „Западногерманския комитет за единство и свобода в германския спорт“. След разследване на комитета от службите на Федерална република Германия той е обвинен в държавна измяна и през септември 1953 г. е арестуван в продължение на осем месеца. Малко преди съдебния процес в Баварския върховен съд, през 1955 г. без съпругата си Гизела бяга в ГДР, като оставя след себе си и големи данъчни задължения.
В ГДР е назначен към Министерството на спорта. В периода 1957-1960 г. е президент на Германската асоциация за мотоспорт, а в периода 1960-1990 г. е председател на Дружеството за насърчаване на олимпийската идея. За дейността си три пъти е награждаван с Ордена за заслуги на ГДР, а през 1988 г. е удостоен с Олимпийския орден на МОК.
През 1955 г. е публикувана мемоарната му книга „Борба за метри и секунди“, а през 1966 г. книгата му „Без борба няма победа“.
Жени се два пъти – за Гизела Хунт (27 декември 1946 – 1957, самоубийството ѝ) и за Лизелоте Шнайдер (22 ноември 1958 – до смъртта му).
Манфред фон Браухич умира на 5 февруари 2003 г. в Шлайц.

## Произведения
- Kampf mit 500 PS (1940)
- Kampf um Meter und Sekunden (1955) – мемоари
Борба за метри и секунди, изд.: „Медицина и физкултура“, София (1973), прев. Димитър Кацаров
- Und Lorbeer kränzt den Sieger (1956)
- Ohne Kampf kein Sieg (1966)
Без борба няма победа, изд.: „Медицина и физкултура“, София (1968), прев. Димитър Кацаров

### Екранизации
- 1957 Rivalen am Steuer